# ロッス
ロッス（Ross ）はイギリスにかつて存在した光学機器メーカーである。
一時カール・ツァイスからライセンスを受け、プロター、プラナー、テッサーを生産していた。独自ブランドとしてはコンセントリック（Concentric ）、デフィネクス（Definex ）、エクスプレス（Xpres ）、エクストラルックス（Xtralux ）等を使用した。
1900年頃に開発した双眼鏡は藤井竜蔵により日本に持ち込まれ、藤井レンズ製造所（日本光学工業を経て現ニコン）が双眼鏡国産第一号を製作した際モデルとなった。
1948年バーネット・エンサインに合併され、バーネット・エンサイン・ロッス（Barnet Ensign Ross Ltd. ）となった。

## カメラ製品一覧
- パノラミックカメラ（1861年製造[4]） - トーマス・サットン考案のウォーターレンズを備えた120度広角カメラ。1974年にクリスティーズに出品され、当時1台のカメラとしては最高額となる11,000ポンド、当時の邦貨換算11,000,000円で落札された[4]。
- 二眼レフカメラ[5]

## レンズ製品一覧

### コンビナブル
F5.5

### コンセントリック
平凸レンズと平凹レンズを貼り合わせた2組を向かい合わせに組み合わせた2群4枚。世界で初めてアナスチグマートを実現した製品。

### デフィネクス

#### コンタックスマウント
コンタックス#非純正レンズ

### エクスプレス
前玉2枚合わせ、後玉3枚合わせの2群5枚。
- 0番-エクスプレス3inF4.5
- 1番-エクスプレス4.75inF4.5
- 2番-エクスプレス5.5inF4.5、手札判用。
- 3番-エクスプレス6inF4.5
- 4番-エクスプレス6.5inF4.5、葉書判用。
- 5番-エクスプレス7.25inF4.5、キャビネ判用。
- 6番-エクスプレス8.5inF4.5
- 7番-エクスプレス10inF4.5、5×8in判用。
- 8番-エクスプレス12inF4.5、八切用。
- 9番-エクスプレス16.5inF4.5、六切用。
- 10番-エクスプレス21inF4.5、四切用。
- ワイドアングル・エクスプレス4inF4

この他ホートン/エンサイン、ニューマン&ガーディアが製造したカメラに装着された例が多数ある。

### エクストラルックス

#### ライカマウント
ライカマウントレンズの一覧#ロッス

### ホモセントリック
- ホモセントリック140mmF4.5[8]